# Fascisme arabe
 (avril 2025).
Le fascisme arabe (arabe : الفاشية العربية) est une idéologie d'extrême droite combinant le fascisme et le nationalisme arabe.

## Histoire
L'idéologie émerge peu après la Première Guerre mondiale et se développe pendant l'entre-deux-guerres. Comme la montée du fascisme arabe était concomitante à l'indépendance arabe des Ottomans, les fascistes arabes étaient très anti-turcs. Le fascisme arabe se développe avec le soutien de l'Allemagne nazie et de l'Italie fasciste, et les fascistes arabes sont devenus de plus en plus antisémites après la création d'Israël,,,. Le fascisme arabe se développe d'abord en Syrie, au Liban, en Irak, en Palestine et en Égypte,,. Certains fascistes arabes ont inclus l'islamisme dans leur nationalisme, et certains étaient laïcs.
Michel Aflak a acheté un exemplaire du Mythe du XXe siècle, un livre sur le nazisme. Le Baasisme est décrit par Cyprian Blamires comme étant inspiré du fascisme arabe, bien qu'avec l'ajout du socialisme,,. Saddam Hussein est parfois décrit comme un fasciste ou influencé par l'idéologie fasciste et des dirigeants d'État comme Adolf Hitler. En 1941, les fascistes arabes en Irak commettent le Farhoud, un pogrom antisémite.